# Gail Emms

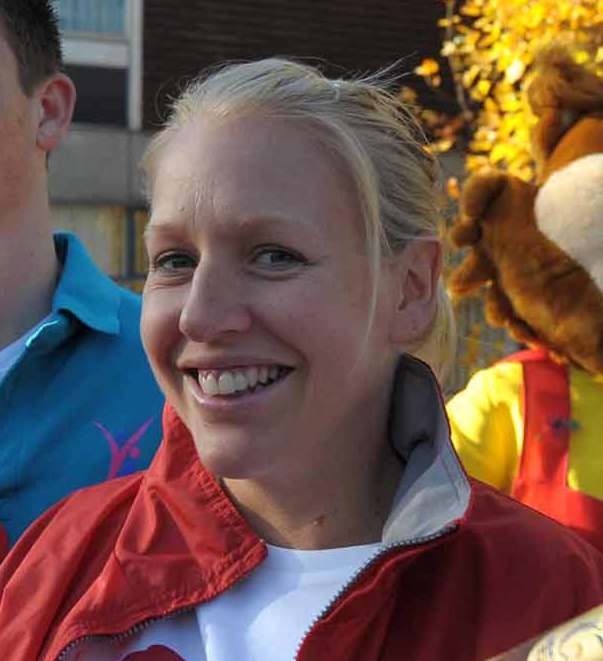
Gail Emms (2010)

Gail Elizabeth Emms, MBE, (* 23. Juli 1977 in Hitchin, Hertfordshire, England) ist eine britische Badmintonspielerin. Ihre größten Erfolge feierte sie als Doppelspielerin.

## Karriere
Emms begann im Alter von vier Jahren mit Badminton. Seit 1995 ist sie Mitglied der britischen Nationalmannschaft. Bei den Commonwealth Games 2002 in Manchester gewann sie mit ihrer Partnerin Joanne Goode eine Bronzemedaille im Damendoppel. Mit der englischen Nationalmannschaft errang sie die Goldmedaille im gemischten Mannschaftswettbewerb. Bei den englischen Badminton-Meisterschaften errang sie insgesamt dreimal den Titel im gemischten Doppel und zweimal im Damendoppel.
Ihr bislang erfolgreichstes Jahr war 2004. Zuerst wurde sie bei den Europameisterschaften in Genf zusammen mit ihrem Partner Nathan Robertson im gemischten Doppel erstmals in ihrer Laufbahn Europameisterin. Mit Robertson an ihrer Seite kämpfte sie sich bei den Olympischen Spielen in Athen im gemischten Doppel bis in das Finale vor, unterlag dort aber knapp in drei Sätzen dem chinesischen Doppel Zhang Jun und Gao Ling. Im selben Jahr siegte das Paar auch im Mixed bei den Thailand Open.
2005 und 2006 schaffte sie es gemeinsam mit Nathan, die Swiss Open im Mixed zu gewinnen. Das war das erste Mal überhaupt in der Geschichte des Turnieres, dass es einer Mixedpaarung gelang, den Titel zu verteidigen.
Mit Stand 27. Juli 2006 belegte sie – zusammen mit Donna Kellogg – im Damendoppel Rang 4 und im Mixed mit Nathan Robertson Rang 5. Damit hat sie in beiden Disziplinen die beste nicht asiatische Position besetzt.
Zusammen mit Nathan Robertson wurde Gail Emms am 24. September 2006 bei den Individual Weltmeisterschaften Weltmeister im Mixed. In diesem Jahr gelang es ihr auch, zusammen mit Donna Kellogg Europameister im Damendoppel zu werden.
Bei den Europameisterschaften 2008 in Herning errang sie zusammen mit Donna Kellogg die Silbermedaille und im Mixed mit Nathan Robertson die Bronzemedaille.
Für die Olympischen Sommerspiele 2008 in Beijing waren Gail Emms und Nathan Robertson im Mixed qualifiziert, aber nicht gesetzt. In der ersten Runde gewannen sie gegen die an Position 1 gesetzten Chinesen Gao Ling und Zheng Bo in drei Sätzen. Im Viertelfinale scheiterten sie an den späteren Goldmedaillengewinnern Lee Yong-dae und Lee Hyo-jung aus Südkorea.
Nach den Olympischen Spielen 2008 beendete Gail Emms ihre aktive Laufbahn. 2009 wurde sie mit dem Order of the British Empire ausgezeichnet.

## Sportliche Erfolge
| Saison | Veranstaltung                             | Disziplin   | Platz | Name                         |
| ------ | ----------------------------------------- | ----------- | ----- | ---------------------------- |
| 1994   | England: Einzelmeisterschaft der Junioren | Mixed       | 1     | Nathan Robertson / Gail Emms |
| 1995   | Junioren-Europameisterschaft              | Damendoppel | 3     | Gail Emms / Ella Miles       |
| 1995   | England: Einzelmeisterschaft der Junioren | Mixed       | 1     | Nathan Robertson / Gail Emms |
| 1996   | Weltmeisterschaften der Studenten         | Mixed       | 2     | Richard Doling / Gail Emms   |
| 1996   | Norwegian International                   | Mixed       | 1     | Julian Robertson / Gail Emms |
| 1996   | Portugal International                    | Mixed       | 1     | Nathan Robertson / Gail Emms |
| 1996   | Weltmeisterschaften der Studenten         | Damendoppel | 3     | Tracey Hallam / Gail Emms    |
| 1997   | Czech International                       | Damendoppel | 1     | Rebecca Pantaney / Gail Emms |
| 1997   | Czech International                       | Mixed       | 1     | Ian Sullivan / Gail Emms     |
| 1998   | Weltmeisterschaften der Studenten         | Damendoppel | 3     | Sarah Hardaker / Gail Emms   |
| 1998   | Irish Open                                | Damendoppel | 1     | Joanne Wright / Gail Emms    |
| 1998   | Weltmeisterschaften der Studenten         | Mixed       | 3     | L. Clapham / Gail Emms       |
| 1999   | Spanish International                     | Mixed       | 1     | Ian Sullivan / Gail Emms     |
| 1999   | Weltmeisterschaft                         | Mixed       | 17    | Ian Sullivan / Gail Emms     |
| 2000   | German Open                               | Mixed       | 2     | Gail Emms / Ian Sullivan     |
| 2000   | US Open                                   | Damendoppel | 1     | Gail Emms / Joanne Wright    |
| 2001   | China Open                                | Mixed       | 5     | Nathan Robertson / Gail Emms |
| 2001   | Japan Open                                | Damendoppel | 5     | Gail Emms / Donna Kellogg    |
| 2001   | Weltmeisterschaft                         | Damendoppel | 17    | Gail Emms / Donna Kellogg    |
| 2001   | Weltmeisterschaft                         | Mixed       | 33    | Anthony Clark / Gail Emms    |
| 2001   | All England                               | Mixed       | 3     | Simon Archer / Gail Emms     |
| 2001   | Dutch Open                                | Mixed       | 1     | Gail Emms / Nathan Robertson |
| 2001   | England: Einzelmeisterschaften            | Damendoppel | 1     | Gail Emms / Joanne Wright    |
| 2001   | Indonesia Open                            | Mixed       | 3     | Nathan Robertson / Gail Emms |
| 2002   | Europameisterschaft                       | Mixed       | 2     | Nathan Robertson / Gail Emms |
| 2002   | England: Einzelmeisterschaften            | Mixed       | 1     | Nathan Robertson / Gail Emms |
| 2002   | England: Einzelmeisterschaften            | Damendoppel | 1     | Gail Emms / Natalie Munt     |
| 2002   | Malaysia Open                             | Mixed       | 1     | Nathan Robertson / Gail Emms |
| 2002   | Commonwealth Games                        | Damendoppel | 3     | Gail Emms / Joanne Goode     |
| 2002   | Swiss Open                                | Damendoppel | 2     | Gail Emms / Lotte Jonathans  |
| 2002   | Bitburger Open                            | Mixed       | 1     | Nathan Robertson / Gail Emms |
| 2003   | Thailand Open                             | Mixed       | 2     | Nathan Robertson / Gail Emms |
| 2003   | Weltmeisterschaft                         | Mixed       | 5     | Nathan Robertson / Gail Emms |
| 2003   | Weltmeisterschaft                         | Damendoppel | 17    | Gail Emms / Donna Kellogg    |
| 2003   | England: Einzelmeisterschaften            | Damendoppel | 1     | Gail Emms / Donna Kellogg    |
| 2003   | England: Einzelmeisterschaften            | Mixed       | 1     | Nathan Robertson / Gail Emms |
| 2003   | China Open                                | Mixed       | 3     | Nathan Robertson / Gail Emms |
| 2004   | Thailand Open                             | Mixed       | 1     | Nathan Robertson / Gail Emms |
| 2004   | Olympia                                   | Mixed       | 2     | Nathan Robertson / Gail Emms |
| 2004   | Swiss Open                                | Mixed       | 3     | Nathan Robertson / Gail Emms |
| 2004   | Europameisterschaft                       | Mixed       | 1     | Nathan Robertson/Gail Emms   |
| 2005   | Swiss Open                                | Mixed       | 1     | Nathan Robertson / Gail Emms |
| 2005   | Copenhagen Masters                        | Damendoppel | 1     | Nathan Robertson / Gail Emms |
| 2005   | England: Einzelmeisterschaften            | Mixed       | 1     | Nathan Robertson / Gail Emms |
| 2005   | England: Einzelmeisterschaften            | Damendoppel | 1     | Gail Emms / Donna Kellogg    |
| 2005   | China Open                                | Mixed       | 1     | Nathan Robertson / Gail Emms |
| 2005   | Greece International                      | Damendoppel | 1     | Gail Emms / Donna Kellogg    |
| 2005   | Weltmeisterschaft                         | Mixed       | 17    | Nathan Robertson / Gail Emms |
| 2005   | Weltmeisterschaft                         | Damendoppel | 5     | Gail Emms / Donna Kellogg    |
| 2005   | Hongkong Open                             | Mixed       | 2     | Nathan Robertson / Gail Emms |
| 2005   | Copenhagen Masters                        | Mixed       | 1     | Nathan Robertson / Gail Emms |
| 2005   | All England                               | Mixed       | 1     | Nathan Robertson / Gail Emms |
| 2006   | Hongkong Open                             | Damendoppel | 3     | Gail Emms / Donna Kellogg    |
| 2006   | England: Einzelmeisterschaften            | Damendoppel | 1     | Gail Emms / Donna Kellogg    |
| 2006   | All England                               | Mixed       | 2     | Nathan Robertson / Gail Emms |
| 2006   | Europameisterschaft                       | Damendoppel | 1     | Gail Emms/Donna Kellogg      |
| 2006   | Weltmeisterschaft                         | Mixed       | 1     | Nathan Robertson / Gail Emms |
| 2006   | Commonwealth Games                        | Damendoppel | 3     | Gail Emms / Donna Kellogg    |
| 2006   | Swiss Open                                | Mixed       | 1     | Nathan Robertson / Gail Emms |
| 2006   | Commonwealth Games                        | Mixed       | 1     | Nathan Robertson / Gail Emms |
| 2007   | England: Einzelmeisterschaften            | Damendoppel | 1     | Gail Emms / Donna Kellogg    |
| 2008   | Olympia                                   | Mixed       | 5     | Nathan Robertson / Gail Emms |
| 2008   | Europameisterschaft                       | Damendoppel | 2     | Donna Kellogg / Gail Emms    |
| 2008   | Europameisterschaft                       | Mixed       | 3     | Nathan Robertson / Gail Emms |